# Tsukuyomi
Tsukuyomi ili Tsukiyomi (ja. 月読の命 ili složenije pisano 月夜見の尊, Tsukuyomi-no-mikoto) šintoistički je bog Mjeseca, vladar carstva noći i zvijezda. On je brat dvaju vrlo važnih bogova — Amaterasu i Susana.
Tsukuyomijev otac je bog Izanagi. On i njegova žena Izanami bili su prvobitni bogovi. Stvorili su Zemlju. Kad je Izanami ubijena, Izanagi ju je pokopao na planini Hiba, a potom ušao u podzemlje. Tamo je susreo svoju ženu koja se pretvorila u demona. Kad je izišao van, okupao se u rijeci kako bi se očistio od nečistoće podzemlja. Iz te kupke su rođeni vrlo važni bogovi. Amaterasu, božica Sunca i pretkinja careva, rodila se iz Izanagijevog lijevog oka. Tsukuyomi se rodio iz desnog. Zajedno su živjeli u nebeskoj palači, pa su Sunce i Mjesec neprestano bili zajedno. Jednog dana došlo je do svađe. Amaterasu se vrlo naljutila kad je Tsukuyomi ubio Uke Mochi (božicu hrane). Otada su dan i noć odvojeni, te Sunce i Mjesec nisu zajedno.